# Exocentrus fuscomarmoratus
Exocentrus fuscomarmoratus är en skalbaggsart som beskrevs av Stefan von Breuning 1970. Exocentrus fuscomarmoratus ingår i släktet Exocentrus och familjen långhorningar. Inga underarter finns listade i Catalogue of Life.